# Burgpreppach
Burgpreppach – gmina targowa w Niemczech, w kraju związkowym Bawaria, w rejencji Dolna Frankonia, w regionie Main-Rhön, w powiecie Haßberge, wchodzi w skład wspólnoty administracyjnej Hofheim in Unterfranken. Leży w Haßberge, około 15 km na północny wschód od Haßfurtu, nad rzeką Baunach, przy drodze B303.

## Dzielnice
W skład gminy wchodzi 15 dzielnic:
| - Bastenmühle - Birkach - Burgpreppach - Eichelhof - Fitzendorf - Gemeinfeld - Hecklesmühle - Hohnhausen | - Ibind - Kreuzmühle - Leuzendorf - Rangenmühle - Schneidmühle - Steinertsmühle - Ueschersdorf |

## Polityka
Wójtem jest Karlheinz Denninger. Rada gminy składa się z 12 członków:
|      | CSU | Bürgerwohl | Gemeinwohl | Lista Hohnhäuser | Razem     |
| 2002 | 2   | 5          | 5          | 1                | 12 miejsc |

## Zabytki i atrakcje
- Frankońskie Koncerty Organowe, październik